# جيم دريسكول (رامي مطرقة)
جيم دريسكول (بالإنجليزية: Jim Driscoll)‏ هو رامي مطرقة أمريكي، ولد في 15 أغسطس 1965.

## وصلات خارجية
- جيم دريسكول على موقع الاتحاد الدولي لألعاب القوى (الإنجليزية)